# 名原典彦
名原 典彦（なばら のりひこ、2000年6月24日 - ）は、広島県広島市佐伯区出身のプロ野球選手（外野手・育成選手）。右投右打。広島東洋カープ所属。

## 経歴
広島市立石内小学校4年時に石内子供会ソフトボールクラブでソフトボールを始め、広島市立三和中学校では軟式野球部に所属した。
瀬戸内高等学校では、3年春のセンバツに1番中堅手として出場した。
高校卒業後に進学した青森大学では1年秋からベンチ入り。3年春より右翼手として定位置を掴み、主に7番打者として全9試合のスタメンを務める。3年秋から主に1番で打線を支え、北東北大学秋季リーグプレーオフの富士大学戦にて、金村尚真から左ソロ本塁打を記録。4年春のリーグ戦で再び金村から左翼席への先頭打者弾を放っている。4年秋のリーグ戦では優勝に貢献。大学時代の通算成績は、37試合出場（うち35試合に先発）、打率.268、34安打、1本塁打、12打点、18盗塁。また、ベストナインを2度受賞している（3年秋、4年秋）。
2022年10月20日に行われたプロ野球ドラフト会議において広島東洋カープから育成1位で指名され、11月15日に支度金319万円、年俸300万円（金額は推定）で仮契約を結んだ。背番号は121。

### 広島時代
2023年は、ウエスタン・リーグ公式戦59試合に出場、打率.226、24安打0本塁打6打点11盗塁の成績を収めた。
2024年、この年のNPBファーム交流戦で大学時代を過ごした青森に凱旋、7月6日・7日の対ヤクルトスワローズ二軍戦（弘前市はるか夢球場）では2試合連続安打（適時打1）と活躍した。最終的にウエスタン・リーグ公式戦72試合に出場、打率.256、23安打0本塁打10打点11盗塁の成績を収めた。

## 選手としての特徴
大学通算37試合で18盗塁、50m走5.9秒、右打者で一塁到達4.2秒から4.3秒をマークした、俊足がセールスポイントの外野手。

## 詳細情報

### 背番号
- 121（2023年 - ）